# ソユーズMS-25
ソユーズMS-25は、2024年3月23日にバイコヌール宇宙基地から国際宇宙ステーションに向けて打ち上げられた、ロシアのソユーズの有人飛行。

## クルー
このミッションは米国のトレイシー・コールドウェル・ダイソンと、ベラルーシのマリナ・ヴァシレフスカヤという女性宇宙飛行士2名が搭乗するミッションとなる。また、指揮官であるオレッグ・ノヴィツキーが、ソヴィエト連邦白ロシア・ソビエト社会主義共和国（現在のベラルーシ）のミンスク州チェルヴェニで生まれたため、ベラルーシからの2人の人物が搭乗したことも特徴である。
アメリカの宇宙飛行士トレイシー・コールドウェル・ダイソンは、少なくとも一人以上のアメリカ人とロシア人のクルーがISSに搭乗しているようにするためのソユーズ＝ドラゴン乗員交換システムの一部としてアレクサンダー・グレベンキンと交代した。これによって、米国とロシアが継続的に宇宙ステーションに場所を占めることが可能となり、ソユーズ MS-10の打ち上げ失敗のようないずれかの宇宙船の地上待機状態を防止したり、あるいは天候不順によって打ち上げが延期されたスペースX Crew-3などのようにクルー交代ミッションの打ち上げ遅延を補うためにバックアップクルーのシナリオ維持が可能となる。

### 正クルー
| 地位                                 | 打ち上げ機乗組員                                                           | 着陸機乗組員                                                               |
| ------------------------------------ | -------------------------------------------------------------------------- | -------------------------------------------------------------------------- |
| 指揮官                               | オレッグ・ノヴィツキー, ロスコスモス 訪問 4回目の宇宙飛行                  | オレグ・コノネンコ, ロスコスモス 第69/70/71次長期滞在 5回目の宇宙飛行      |
| 第1フライトエンジニア/宇宙飛行参加者 | マリナ・ヴァシレフスカヤ, ベラルーシ宇宙局 訪問 1回目の宇宙飛行            | ニコライ・チュブ, ロスコスモス 第69/70/71次長期滞在 1回目の宇宙飛行        |
| 第2フライトエンジニア                | トレイシー・コールドウェル・ダイソン, NASA 70/71次長期滞在 3回目の宇宙飛行 | トレイシー・コールドウェル・ダイソン, NASA 70/71次長期滞在 3回目の宇宙飛行 |

### 予備クルー
| 地位                  | 乗組員                                     | 乗組員                                     |
| --------------------- | ------------------------------------------ | ------------------------------------------ |
| 指揮官                | イワン・ワグネル, ロスコスモス             | イワン・ワグネル, ロスコスモス             |
| 宇宙飛行参加者        | アナスタシア・レンコーワ, ベラルーシ宇宙局 | アナスタシア・レンコーワ, ベラルーシ宇宙局 |
| 第2フライトエンジニア | ドナルド・ペティ, NASA                     | ドナルド・ペティ, NASA                     |

## フライト
当初、2024年3月21日の打ち上げが予定されていたが、発電機のうちの一つで電圧が低下したことから中止された。2024年3月23日の2回目の打ち上げの試みは無事成功した。
ダイソンは国際宇宙ステーションで約6ヶ月滞在した。ロスコスモスの宇宙飛行士オレッグ・ノヴィツキーおよびベラルーシからの宇宙訪問者マリナ・ヴァシレフスカヤは、21回目のISS長期滞在への訪問者として国際宇宙ステーションで約13日間過ごした後ソユーズMS-24に乗って帰還した。

## ドッキング解除と帰還
長期滞在が完了後、ダイソンはロスコスモスの宇宙飛行士オレグ・コノネンコおよびニコライ・チュブとともに2024年9月23日にユーズMS-25で地球に帰還した。
コノネンコとチュブはソユーズ MS-24宇宙船にNASAの宇宙飛行士ローラル・オハラとともに搭乗し、2023年9月15日にISSに到着した。コノネンコとチュブは国際宇宙ステーションでおよそ374日滞在した。そのため、コノネンコは地球に帰還するまでに累計1,111日を宇宙で過ごした。コノネンコは2024年2月4日7時30分8秒（UTC）にゲンナジー・パダルカが保持していた878日間の宇宙滞在の世界記録を破った。彼はその後、2024年2月25日、2024年6月4日、2024年9月12日にそれぞれ900日、1,000日、1,100日を宇宙で滞在した最初の人物となった
。